# Hesperantha flava
Hesperantha flava är en irisväxtart som beskrevs av Gwendoline Joyce Lewis. Hesperantha flava ingår i släktet Hesperantha och familjen irisväxter. Inga underarter finns listade i Catalogue of Life.